# Beto (ur. 1975)
Beto, właśc. Joubert Araújo Martins (ur. 7 stycznia 1975 w Cuiaba) – brazylijski piłkarz występujący na pozycji ofensywnego pomocnika.

## Kariera klubowa
Beto rozpoczął piłkarską karierę w klubie Botafogo FR w 1994 roku. Rok później w 1995 świętował z Botafogo mistrzostwo Brazylii. Dobra gra zaowocowała transferem do Włoch do SSC Napoli. W klubie z Neapolu Beto spędził kilkanaście miesięcy. Odszedł na początku 1998, gdy Napoli zmierzało do spadku do Serie B. Po powrocie do Brazylii Beto spędził kolejnych 5 lat w: Grêmio Porto Alegre, CR Flamengo, São Paulo FC, ponownie CR Flamengo oraz Fluminense FC.
W 2003 wyjechał na sezon do japońskiego Consadole Sapporo. Po powrocie do Brazylii grał w CR Vasco da Gama, po czym ponownie wyjechał do Japonii do Sanfrecce Hiroszim. Po kolejnym powrocie do ojczyzny grał w kolejnych klubach:Itumbiara EC, Brasiliense FC, ponownie CR Vasco da Gama oraz Mixto EC.
18 maja 2009 został zawodnikiem trzecioligowej Confiançy. Wkrótce przeszedł do CFZ Imbituba, w którym zakończył karierę piłkarską.

## Kariera reprezentacyjna
Beto za sobą występy w reprezentacji Brazylii, w której zadebiutował 20 lipca 1995 w meczu z reprezentacją USA podczas turnieju Copa América 1995, w którym Brazylia przegrała w finale z reprezentacją Urugwaju.
W 1999 Beto powrócił po trzyletniej przerwie do reprezentacji i wygrał z canarinhos Copa America oraz zajął drugie miejsce w Pucharze Konfederacji, w którym 4 sierpnia 1999 Beto wystąpił po dwunasty i zarazem ostatni w barwach canarinhos w meczu z reprezentacją Meksyku.